# 생타드레스의 요트 경주
생타드레스의 요트 경주는 프랑스의 인상파 화가 클로드 모네의 1867년 유화 작품이다. 현재 미국 뉴욕의 메트로폴리탄 미술관에 소장되어 있다.
시카고 미술관에 소장되어 있는 《생타드레스의 해변》과 서로 같은 배경의 작품으로 여겨진다. 두 작품의 크기가 동일하며, 시점의 위치도 몇 미터 차이에 불과하기 때문이다.

## 상세
프랑스 북부 르아브르의 부유층들이 많이 거주하는 교외지역인 생타드레스 (Sainte-Adresse)를 배경으로 삼은 작품으로, 모네의 아버지가 살던 곳이기도 했다. 이 그림을 그릴 당시 모네는 가난한 집안사정으로 아내 카미유 동시외(Camille Doncieux)와 갓 태어난 아들 장(Jean)을 뒤로 한 채 아버지와 숙모 소피 르카드르(Sophie Lecadre)와 함께 1867년 여름을 보냈다. 그해 생일은 파리에서 보냈고 며칠 뒤 생타드레스의 해안가로 돌아왔다.
《생타드레스의 해변》에서 썰물 떄의 흐린 풍경과 선원, 노동자들이 어선을 바라보는 모습을 그린 것과는 반대로 이 작품은 밀물 때의 해변가에서 잘 차려입은 부르주아들이 레가타 경주 (요트 경주의 일종)를 바라보는 모습을 담아냈다. 모네 본인이 두 작품을 나란히 전시한 적은 없었으므로, 두 작품간의 대조를 통해 사회적 메시지를 전달하고자 했던 의도라기보다는, 같은 장소를 놓고 서로 다른 풍경을 자아내고자 한 것으로 해석되고 있다.

1867년 6월 25일 모네는 지금 시점에서 작업중인 그림은 약 20여점에 달한다는 글을 남겼다. 이 그림에 대해서는 "바다 풍경 한가운데, 작은 돛으로 뒤덮인 해변과 외항에서 여러 명의 사람들이 르아브르의 레가타 경주를 펼치고 있다"고 묘사하였다. 그림의 왼쪽 하단에는 모네의 서명이 있다.

## 입수 경로
1873년 1월 앙리 에슈트 (Henri Hecht)가 모네로부터 500프랑에 구입하였다. 이후 1884년 4월 5일 파리의 드루오 호텔 (Hôtel Drouot)에서 매입하였으며, 1891년 8월 20일 뒤랑뤼엘 갤러리에서 미국의 와이드너 (Widener)에 판매되었다는 기록이 남아 있다. 현재 미국 뉴욕의 메트로폴리탄 미술관에 소장되어 있다.

## 같이 보기
- 클로드 모네의 작품 목록